# Pilar Salvo Giménez
Pilar Salvo Giménez (Sádaba, 2 de enero de 1889 - Zaragoza, 22 de agosto de 1936) fue una maestra republicana española fusilada en los comienzos de la guerra civil.

## Trayectoria
Nació en Sádaba. Aprobó las oposiciones de magisterio en 1914. Ejerció en Pamplona y estuvo en la última selección de profesores del colegio de Cervantes de la Institución Libre de Enseñanza en 1920. Se trasladó después a Zaragoza y vivió en la calle Cortes de Aragón. Casada con un industrial, Mariano Gimeno Estoril, en 1930 dio a luz a un niño.
Salvo fue presidenta de la Asociación Pro Infancia Obrera, origen de la futura Asociación de Mujeres Antifascistas, y miembro de la Federación de Trabajadores de la Enseñanza (FETE).
En 1929 tomó posesión de la plaza de maestra de la escuela del grupo de Gimeno Rodrigo, conocida vulgarmente por las escuelas al aire libre de El Castillo en Zaragoza.
Con el advenimiento de la República, comenzó una etapa de activismo en la que destacó como oradora, articulista y política, defensora del laicismo en la escuela, de los derechos de la mujer y de la necesidad de consolidar las bibliotecas escolares. Así, solo 5 días después, el 19 de abril de 1931 dio una conferencia en la escuela en la que habló sobre República, Socialismo, Comunismo, Religión, en su aspecto social y en sus relaciones con el Estado, para explicar esos conceptos a las mujeres del barrio.
Preguntada en una encuesta, promovida por el periódico La Voz de Aragón, sobre el derecho al voto de la mujer, declaró rotundamente que hombres y mujeres debían tener los mismos derechos. También en ese año, participó en un mitin en 1931 organizado por la Asociación del Magisterio Nacional Primario de los partidos de Zaragoza-Sos. Salvo comenzó su discurso diciendo que en España era necesario que la mujer estuviera al lado del hombre, y abordó después lo que ella llamó «el deber de la mujer en el momento actual» En el periódico República escribió su opinión favorable al divorcio.
En 1932 creó una biblioteca escolar en las escuelas de "Gimeno Rodrigo" con el nombre de Pedro Forns.
Por el primer aniversario de la República, Vida nueva, revista de la Unión General de Trabajadores en Zaragoza, publicó reflexiones de militantes de la izquierda zaragozana sobre el nuevo gobierno. Salvo lanzó una crítica a las mujeres que no se posicionaban del lado progresista: "Y tú mujer, sal de tu letargo; si no amas aún a la República como ideal sentido, tienes la obligación de amarla por gratitud".
El 4 de mayo de 1933, en el Casino del Arrabal (Zaragoza), impartió una conferencia bajo el título Consideraciones sobre los derechos ciudadanos que la mujer ha recibido de la República.
Tras el golpe de Estado de 1936, fue detenida en Sádaba donde se encontraba veraneando y trasladada a Zaragoza, fue fusilada el 22 de agosto de 1936. Oficialmente quedó registrada la causa de la muerte como fractura de cráneo.